# Горнземмерн
Горнземмерн (нім. Hornsömmern) — громада в Німеччині, розташована в землі Тюрингія. Входить до складу району Унструт-Гайніх. Складова частина об'єднання громад Бад-Теннштедт.
Площа — 4,28 км2. Населення становить 145 ос. (станом на 31 грудня 2021).